# Želovce
Želovce é um município da Eslováquia, situado no distrito de Veľký Krtíš, na região de Banská Bystrica. Tem 18,76 km² de área e sua população em 2018 foi estimada em 1.215 habitantes.

## Demografia
| Ano:        | 1994 | 2004   | 2014   | 2024    |
| ----------- | ---- | ------ | ------ | ------- |
| Broj ljudi: | 1324 | 1314   | 1289   | 1154    |
| Razlika:    |      | -0,75% | -1,90% | -10,47% |

| Ano:               | 2023 | 2024   |
| ------------------ | ---- | ------ |
| Número de pessoas: | 1177 | 1154   |
| Diferença:         |      | -1,95% |